# Bernhard Kurz
Bernhard Kurz (* 1951) ist ein deutscher Musikproduzent.

## Leben
Kurz studierte an der Universität Tübingen Mathematik und Sport und wechselte 1972 an die Sporthochschule Köln. Nach Beendigung des Studiums war Kurz als Handballtrainer für ein Jahr in Kuwait. Zurück aus Kuwait schrieb er sich wieder in Tübingen für den Bereich Psychologie und dabei vor allem für Sport-Psychologie ein. Parallel zum Studium trainierte er die A-Jugendmannschaft der TG Nürtingen, die Deutscher Vize-Meister wurde. Mit dem TV Neuhausen/Erms übernahm er dann den Zweitligisten Neuhausen/Erms.
1977 wurde er vom Württembergischen Landessportbund (WLSB) als Studienleiter für die Trainerausbildung an der Sportschule Ruit verpflichtet. Parallel dazu war er beim VfB Stuttgart als Cheftrainer der Leichtathleten sowie als Reha-Trainer für die Fußball-Bundesligamannschaft tätig.
Nach dem schlechten Abschneiden der deutschen Bobfahrer bei den Olympischen Winterspielen 1984 in Sarajevo, bestes Resultat war ein 8. Platz im Zweierbob, wurde er als Bundestrainer engagiert. Bei der Weltmeisterschaft 1986 belegten die deutschen Mannschaften die Plätze 5 und 6 im Vierer und 6 und 8 im Zweier. Bei der Europameisterschaft im Vierer gewann Christian Schebitz.
Danach erfolgte auf Anraten seines älteren Bruders, dem Musicalproduzenten Friedrich Kurz, der Wechsel in das internationale Showgeschäft. Als Geschäftsführer und Produktionsmanager zeichnete Bernhard Kurz auch für Aufführen von Andrew Lloyd Webbers Musicals verantwortlich. 1986 hatte das Musical Cats in Hamburg Premiere, zwei Jahre später begann die Spielzeit von Starlight Express in Bochum, 1990 wurde für Das Phantom der Oper das Neue Flora-Theater in Hamburg errichtet. Nach einem Streit mit einem Investor stiegen er und sein Bruder Friedrich 1991 vorübergehend aus dem Musicalgeschäft aus.
1993 taten sich die beiden Brüder wieder zusammen und brachten die Musical-Produktionen Sag mir wo die Blumen sind und Marlene sowie im Musical Theater Berlin Shakespeare and Rock ´n´ Roll heraus. Bei dem Musical Sag mir wo die Blumen sind wurde auf die bereits bestehenden Lieder von Marlene Dietrich und Edith Pfaff zurückgegriffen. Die Handlung war biografisch.
Nach einer erneuten Trennung produziert Bernhard Kurz im Berliner Estrel Showtheater die Live Show Stars in Concert, in der sogenannte Impersonators (Doppelgänger) von Madonna, Elvis Presley, Michael Jackson, Tina Turner, Elton John und anderen auftraten. Kurz produzierte weitere Tribute-Musicals über die Beatles (All you need is love), ABBA (Thank you for the music), Elvis Presley (Elvis – Das Musical), Tina Turner (Simply The Best), Blues Brothers (I’m a Soul Man), All That Swing, Rock Around the Clock, Divas, sowie Memories of Motown.
Von 2008 bis 2012 war Bernhard Kurz Europa-Präsident der International Association of Talent Agents and Producers. Zudem ist Kurz ein Referent im Bereich des kommerziellen, nichtsubventionierten Theaters. Für Paul McCartneys Liverpool Institute for Performing Arts konzipierte und organisierte er die Workshops für Deutschland und stand auch als Referent zur Verfügung.

## Ehrungen und Auszeichnungen
Kurz wurde fünfmal als Best Producer bei den Artist Choice Awards in Las Vegas ausgezeichnet. 2004 erhielt er in Los Angeles den Reel Award als Best Producer. 2006 wurde Kurz in Las Vegas mit dem Lifetime Achievement Award für sein Lebenswerk ausgezeichnet.